# Thief River Falls
Thief River Falls är residensstad i Pennington County i Minnesota i USA. År 2010 var invånarantalet 8 573.
Thief River Falls förekommer i TV-serien Lilla huset på prärien.

### Fotnoter
1. ↑  ”Community Facts” (på engelska). American Factfinder. 13 mars 2010. Arkiverad från originalet den 10 december 2014. https://web.archive.org/web/20141210041242/http://factfinder2.census.gov/faces/nav/jsf/pages/community_facts.xhtml. Läst 2 februari 2014.
2. ↑  ”Find a County” (på engelska). National Association of County. Arkiverad från originalet den 31 maj 2011. https://web.archive.org/web/20110531210815/http://www.naco.org/Counties/Pages/FindACounty.aspx. Läst 2 februari 2014.